# انتصار الإيمان
Der Sieg des Glaubens ( (بالإنجليزية: The Victory of Faith, Victory of Faith, or Victory of the Faith)‏ (1933) هو أول فيلم دعائي من إخراج ليني ريفنستال. يروي فيلمها رالي الطرف الخامس للحزب النازي، والذي حدث في نورمبرغ من 30 أغسطس إلى 3 سبتمبر 1933.  يحظى الفيلم باهتمام تاريخي كبير لأنه يعرض أدولف هتلر وإرنست روم بطريقة حميمية، قبل إطلاق النار على روم بأوامر هتلر خلال ليلة السكاكين الطويلة في 1 يوليو 1934. تم تدمير جميع النسخ المعروفة من الفيلم بناء على أوامر هتلر، واعتبرت مفقودة حتى ظهرت نسخة في التسعينيات في المملكة المتحدة.
شكل الفيلم مشابه جدًا لفيلمها اللاحق والأكثر اتساعًا في رالي عام 1934، انتصار الإرادة . Der Sieg des Glaubens هي دعاية نازية للحزب النازي، الذي قام بتمويل وترويج الفيلم، الذي يحتفل بانتصار النازيين في تحقيق السلطة عندما تولى هتلر دور مستشار ألمانيا في فبراير 1933.

## الخلاصة

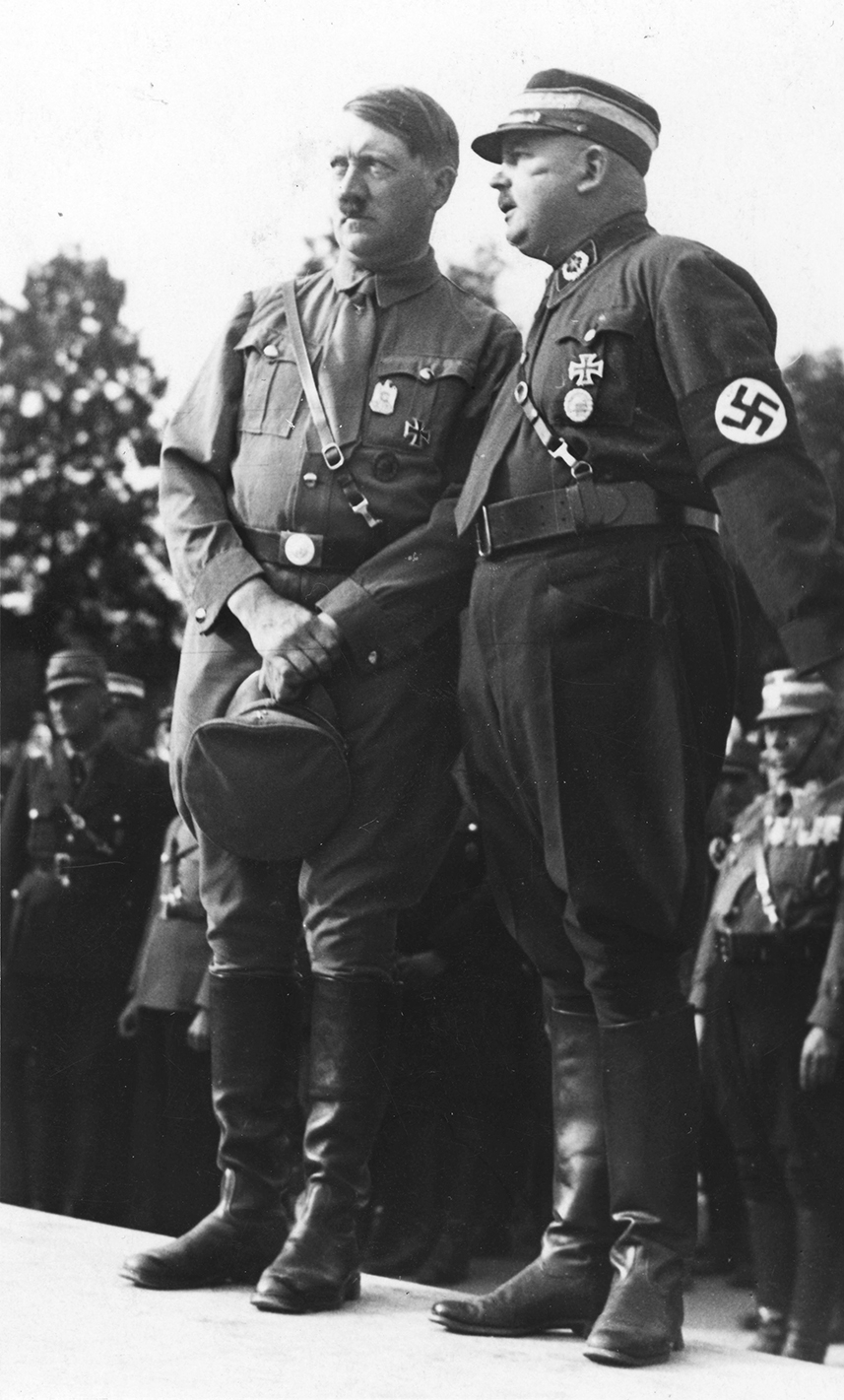
إرنست روم ، رئيس أركان كتيبة العاصفة (SA)، مع هتلر في أغسطس 1933. في العام التالي، تم إطلاق النار على روم بناء على أوامر هتلر، بعد أن رفض الانتحار، في تطهير ليلة السكاكين الطويلة لعام 1934.

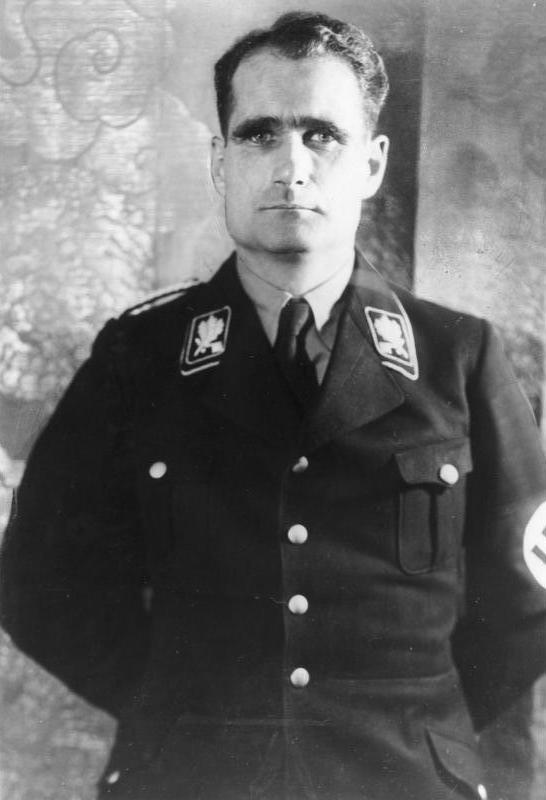
رودولف هيس في عام 1933

## روابط خارجية
- انتصار الإيمان على موقع IMDb (الإنجليزية)
- انتصار الإيمان على موقع Turner Classic Movies (الإنجليزية)
- انتصار الإيمان على موقع أول موفي (الإنجليزية)
- انتصار الإيمان على موقع فيلمافينيتي (الإسبانية)
- انتصار الإيمان على موقع قاعدة بيانات الفيلم (الإنجليزية)
- انتصار الإيمان على موقع ليتربوكسد (الإنجليزية)
- انتصار الإيمان على موقع كينوبويسك (الروسية)
- The Victory of Faith is available for free download at the Internet Archive
- Victory of the Faith  في قاعدة بيانات الأفلام على الإنترنت (بالإنجليزية)
- [http://allmovie.com/movie/v292177 Victory of the Faith

] على موقع أول موفي.